# Список изотопов с собственными названиями
Ряд важных для практики изотопов химических элементов обладает собственными названиями. Некоторые из них устарели, но иногда ещё используются.

## Изотопыводорода
- Протий — 1H.
- Дейтерий (D) — 2H.
- Тритий (T) — 3H.

## Изотопыуглерода
- Радиоуглерод, радиокарбон — 14C.

## Изотопыцезия
- Радиоцезий — 134Cs, 137Cs.

## Изотопыталлия
- Радий E′′ (RaE′′) — 206Tl
- Актиний C′′ (AcC′′) — 207Tl
- Торий C′′ (ThC′′) — 208Tl
- Радий C′′ (RaC′′) — 210Tl

## Изотопысвинца
- Радий G (RaG) — 206Pb
- Актиний D (AcD) — 207Pb
- Торий D (ThD) — 208Pb
- Радий D (RaD) — 210Pb
- Актиний B (AcB) — 211Pb
- Торий B (ThB) — 212Pb
- Радий B (RaB) — 214Pb

## Изотопывисмута
- Радий E (RaE) — 210Bi
- Актиний С (AcC) — 211Bi
- Торий C (ThC) — 212Bi
- Радий C (RaC) — 214Bi

## Изотопыполония
- Радий F (RaF) — 210Po
- Актиний C′ (AcC′) — 211Po
- Торий C′ (ThC′) — 212Po
- Радий C′ (RaC′) — 214Po
- Актиний A (AcA) — 215Po
- Торий A (ThA) — 216Po
- Радий A (RaA) — 218Po

## Изотопырадона
- Актинон (An), эманация актиния — 219Rn.
- Торон (Tn), эманация тория (ThEm) — 220Rn.
- Радон (Rn), эманон (Em), нитон, эманация радия — 222Rn (название совпадает с названием элемента).

## Изотопыфранция
- Актиний K (AcK) — 223Fr.

## Изотопырадия
- Актиний Х (AcX) — 223Ra.
- Торий X (ThX) — 224Ra.
- Радий (Ra) — 226Ra (название изотопа впоследствии дало название химическому элементу).
- Мезоторий 1 (MsTh1) — 228Ra.

## Изотопыактиния
- Актиний (Ac) — 227Ac (название совпадает с названием элемента).
- Мезоторий 2 (MsTh2) — 228Ac.

## Изотопытория
- Радиоактиний — 227Th.
- Радиоторий — 228Th.
- Ионий (Io) — 230Th.
- Уран Y (UY) — 231Th.
- Торий (Th) — 232Th (название совпадает с названием элемента).
- Уран X (UX), Уран X1 (UX1) — 234Th.

## Изотопыпротактиния
- Протактиний (Pa) — 231Pa (название совпадает с названием элемента).
- Уран X2 (UX2), бревий — 234mPa.
- Уран Z (UZ) — 234Pa.

## Изотопыурана
- Уран II (U II) — 234U.
- Актиноуран (AcU) — 235U.
- Уран I (U I) — 238U.